# Stack It Up
"Stack It Up" é uma música do cantor britânico Liam Payne com o rapper americano A Boogie Wit Da Hoodie, lançado em 18 de setembro de 2019. Foi co-escrito por Ed Sheeran e produzido por Steve Mac. Algumas estações de rádio tocam a versão sem rap da música.

## Antecedentes e composição
Payne anunciou a data de lançamento da música e compartilhou a capa nas redes sociais em 10 de setembro.

## Vídeo musical
O videoclipe de "Stack It Up" foi lançado em 18 de setembro de 2019. Foi gravado em Nova York e vê Liam e Boogie em uma galeria, também inclui versões animadas dos protagonistas mostrados no Gráficos desses jogos de entretenimento.